# Kisko
Kisko var en kommun i landskapet Egentliga Finland i Finland. Kommunen hade 1 828 invånare (2008), på en yta av 284,42 km². Den 1 januari 2009 förenades Kisko jämte Bjärnå, Finby, Halikko, Kiikala, Kuusjoki, Muurla, S:t Bertils och Suomusjärvi med Salo stad. Kommunen låg i Västra Finlands län och tidigare i Åbo och Björneborgs län.
Kiskos grannkommuner var Karislojo, Kiikala, Muurla, Bjärnå, S:t Bertils, Pojo, Suomusjärvi och Ekenäs. Fram till 1993 hörde även Tenala, som införlivades med Ekenäs, till grannkommunerna.
Kommunen var känd för sin nu nedlagda gruvindustri samt som en sommarstugekommun. Kisko var enspråkigt finskt.

## Historia
Kisko nämns som kapellförsamling under Pojo församling år 1347. Den blev självständig på 1550-talet. Fram till 1876 hörde Kisko till två län: den östra delen till Nylands län och den västra till Åbo och Björneborgs län. Suomusjärvi var ett kapell under Kisko från 1678 och blev självständig 1898. Kapellförsamlingen kallades ursprungligen Laidike. Kisko kommun grundades år 1867.
Kiskos kommun upplöstes och slogs samman med nio andra kommuner till en ny kommun från och med den 1 januari 2009. En ny kommun grundades omfattande deras områden. Den nya kommunen antog namnet Salo och fick stadsstatus.

### Gruvor
I Kiskos område har Orijärvi gruva (koppar), Aijala gruva (koppar) och Metsämonttu gruva (zink, koppar) varit verksamma. Gruvorna har avslutat sin verksamhet. Gruvdrift bedrevs från 1600-talet till 1900-talet.

## Geografi

### Byar
Aijala, Bergvik, Haapaniemi, Hongaböle (finska: Honkapyöli), Hongisto, Jyly, Kajala, Kaukuri, Kavasto, Kisko kyrkoby, Kurkela, Lappby (finska: Lappi), Leilä, Liuhto, Malmberg, Marniemi, Marttila, Metsola, Orijärvi, Sammalo, Sillanpää, Sorttila, Tieksmäki, Toija, Viiari, Vilikkala, Ylötkylä.

### Sjöar
Ahdistonjärvi, Ahvenlammi, Hirsijärvi, Iso-Kisko, Iso-Tahko, Kavastonjärvi, Kisko kyrksjö, Kurkelanjärvi, Määrjärvi, Nikuli, Orijärvi, Riitjärvi, Vähä-Tahko.

### Åar
Aneriojoki, Kurkelanjoki

## Kultur
I Kisko finns fem av Museiverket år 2009 definierade byggda kulturmiljöer av riksintresse. Dessa är Haapaniemi slottsruin, Kisko kyrkoby, Kärkelä brukssamhälle, Mommola herrgård och Orijärvi gruva.
Kisko har fått viss uppmärksamhet tack vare den italienske forskaren Felice Vincis teori, enligt vilken Homeros Troja skulle ha legat i Toija i Kisko. Föreningen Kisko-Seura rf har anordnat evenemang inspirerade av Vincis teori.

### Välkända kiskobor
- Juho Kekkonen (1890–1951), riksdagsledamot.
- Rauno Saari (f. 1946), landshövding, född i Kisko.
- Gabriel Wilhelm Sohlberg (1851–1913), industriföretagare, född i Kisko.
- V. J. Sukselainen (1906–1995), riksdagsledamot (C.).
- Arimo Uusitalo (f. 1942), lantbruksråd.
- Pekka Virtanen (f. 1923), journalist.

## Bilder

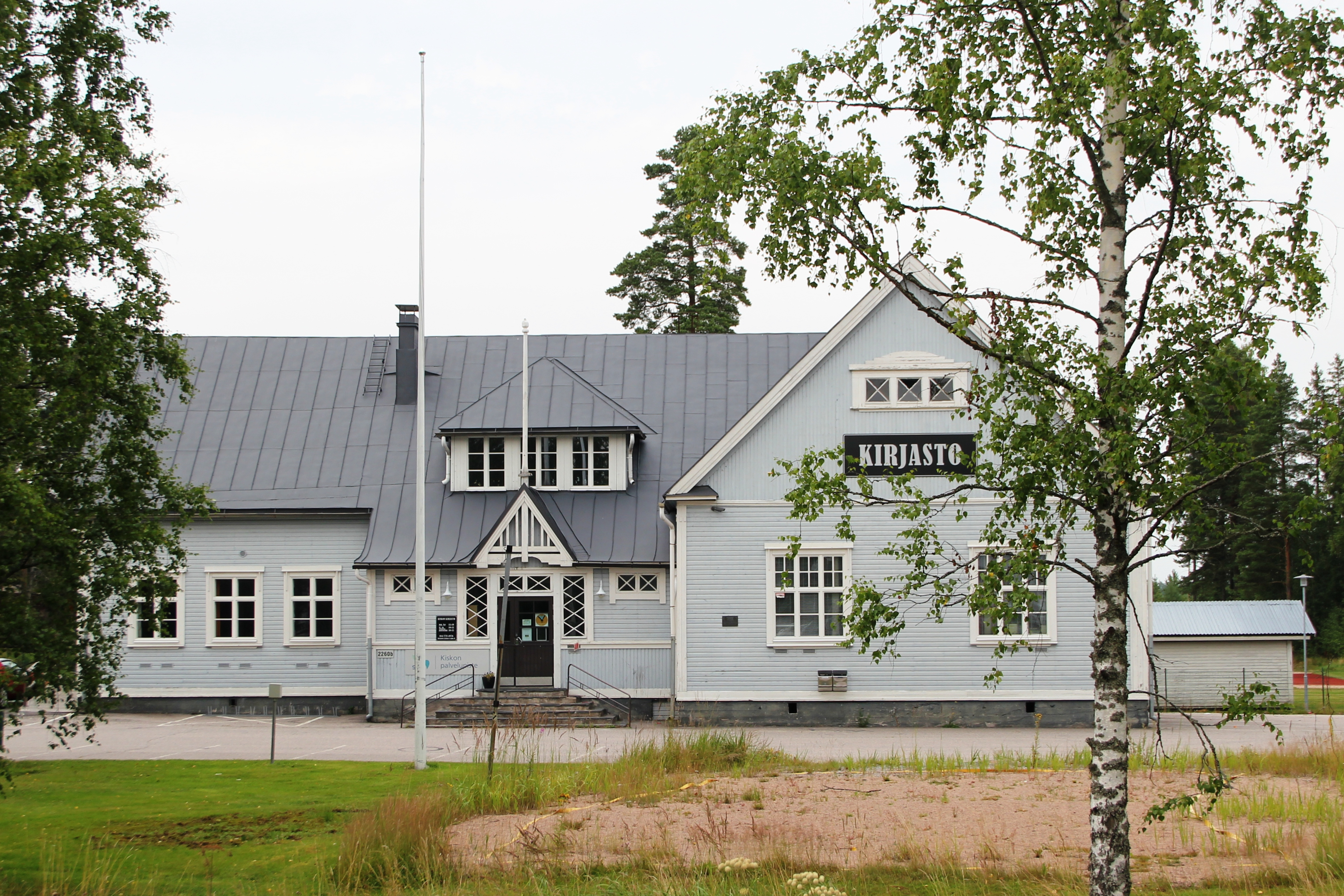
Biblioteket i Kisko
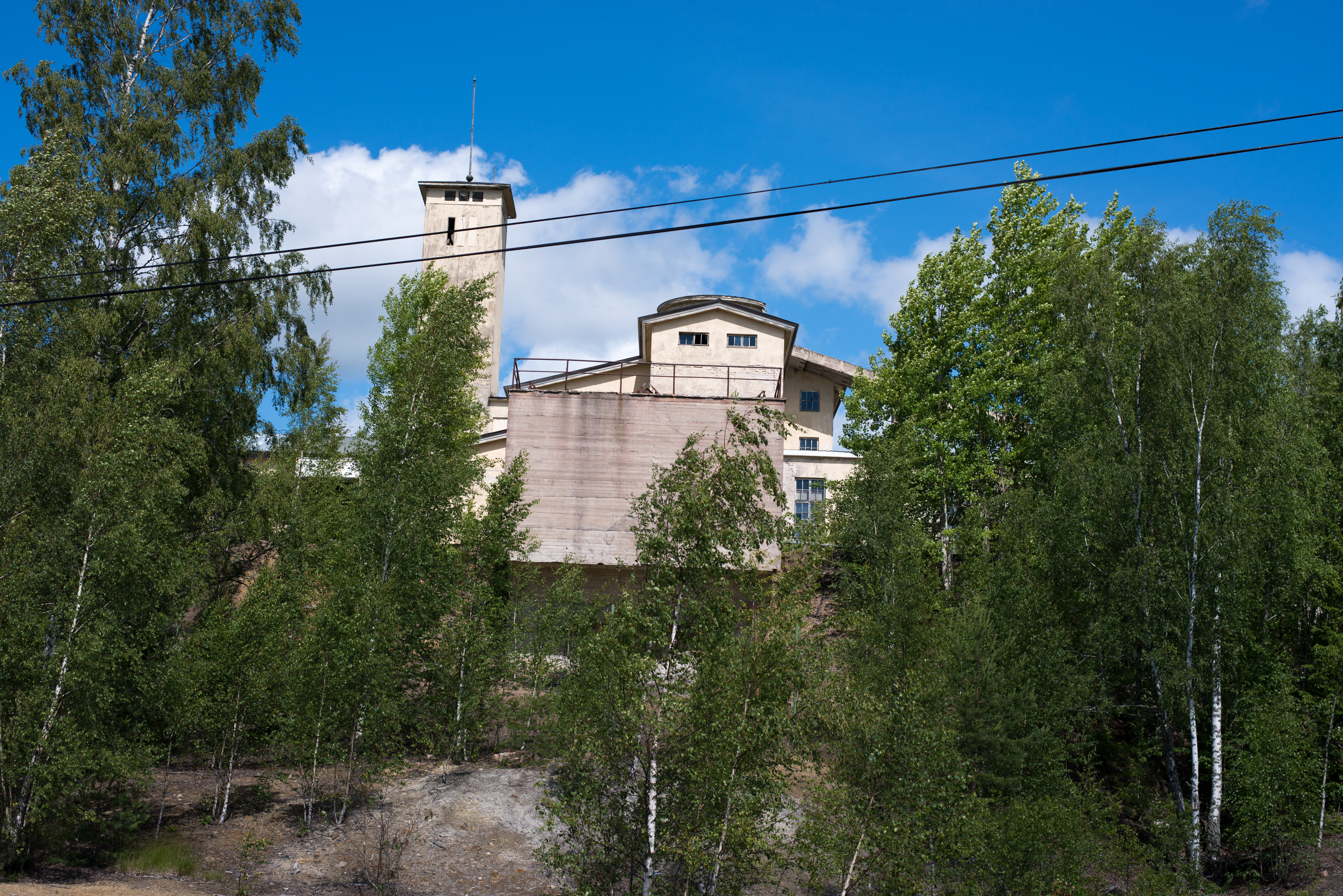
Aijala nedlagda koppargruva
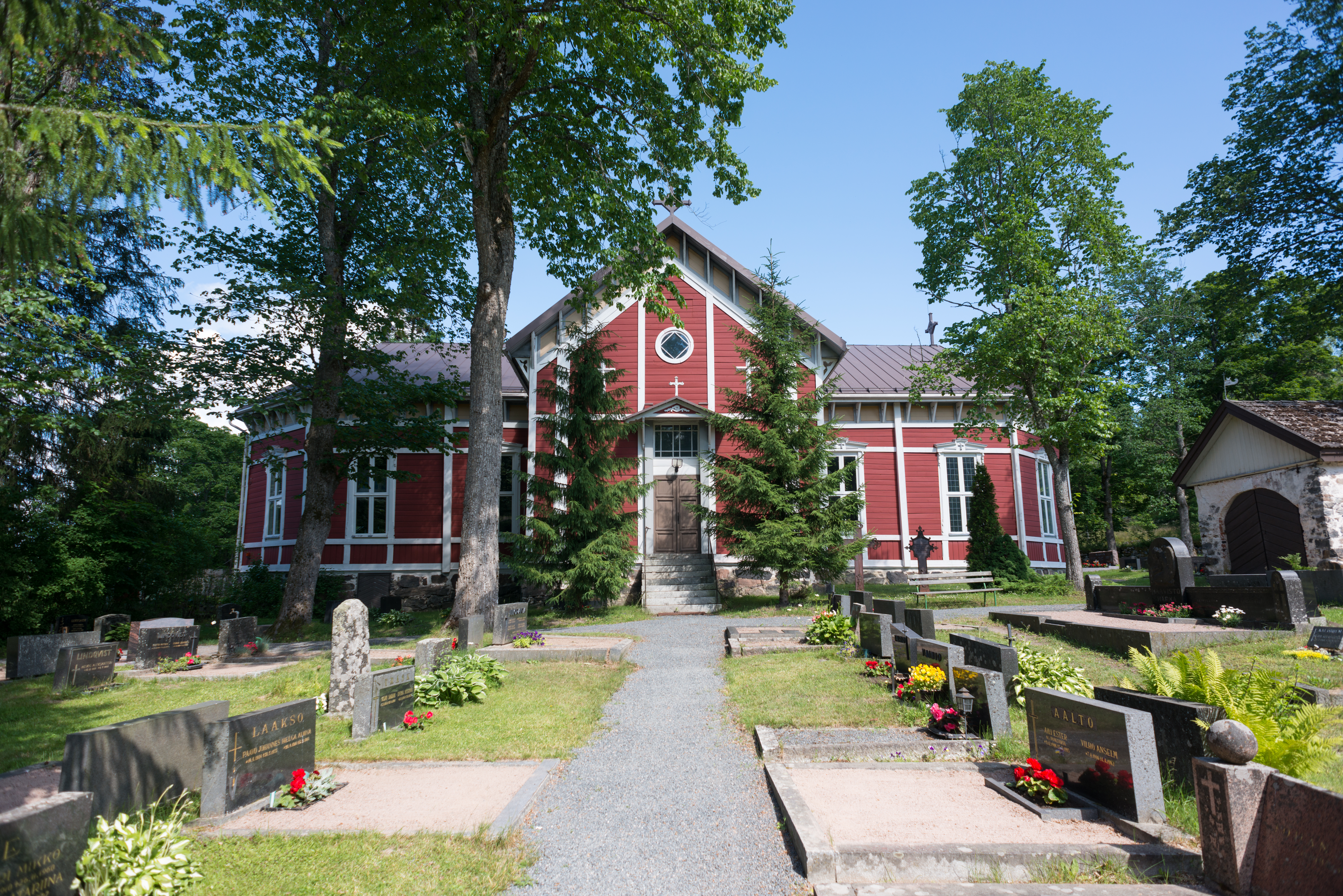
Kisko kyrka (Johan Sundsten 1810)
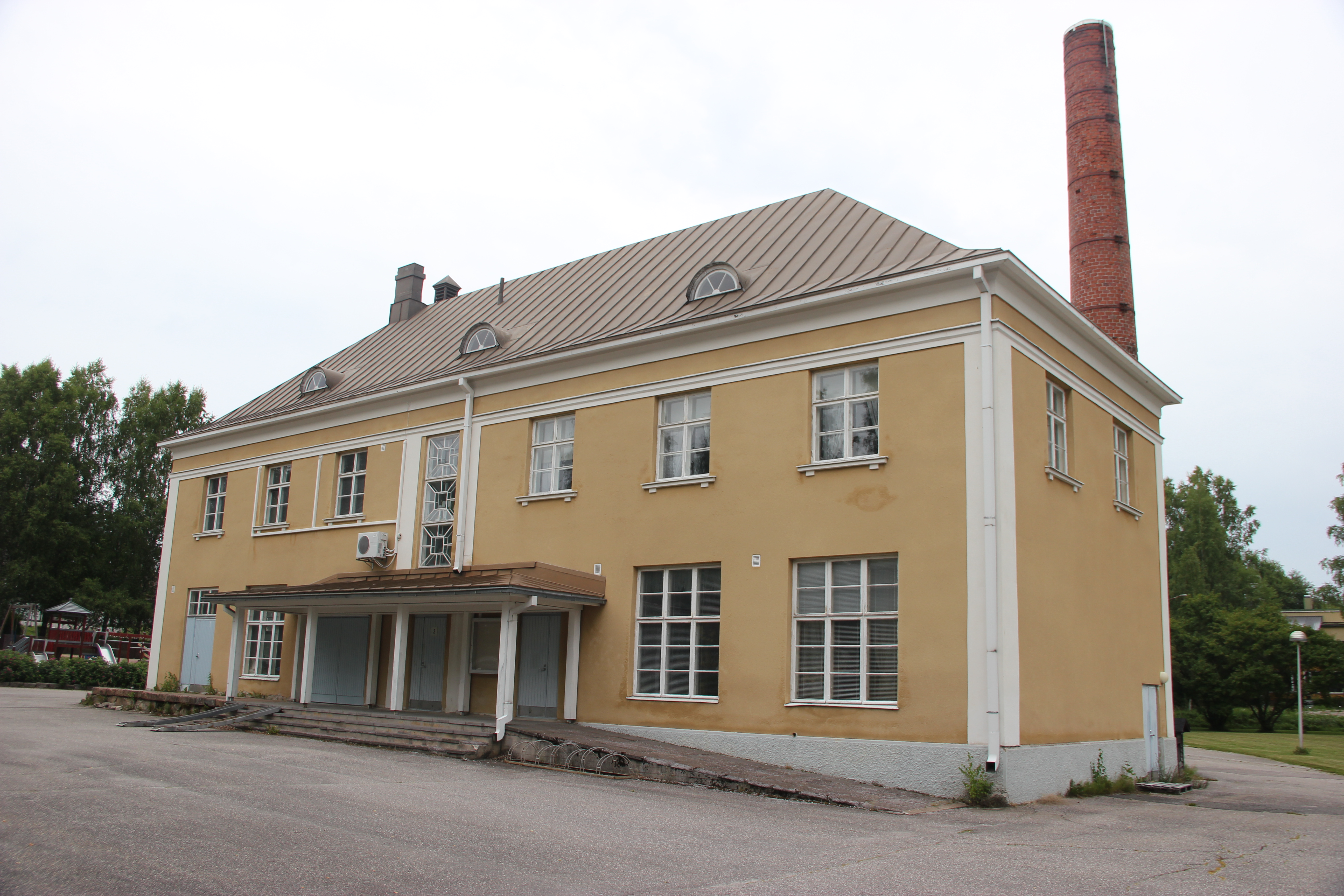
Andelsmejeriet i Kisko

## Vänorter
- Kaarma, Estland
- Strängnäs, Sverige